# هاميلتون وارد جونيور
هاميلتون وارد جونيور (بالإنجليزية: Hamilton Ward, Jr.)‏ هو محامي أمريكي، ولد في 1871 في واشنطن العاصمة في الولايات المتحدة، وتوفي في 8 أكتوبر 1932 بسبب ذات الرئة.